# Кобринский район
Ко́бринский райо́н (бел. Кобрынскі раён) — административно-территориальная единица в составе Брестской области Республики Беларусь.  Административный центр — город Кобрин. Площадь территории района составляет 2039,79 км².
Численность населения — 81 116 человек (на 1 января 2025 года).

## История
Административная единица с центром в Кобрине впервые была образована после смерти последней княжны кобринской Анны. Само княжество было преобразовано в столовое имение — Кобринскую экономию, которой владели родственники (преимущественно жёны) великих князей литовских. В административном плане экономия имела статус повета в составе Подляшского воеводства Великого княжества Литовского. В результате реформы в 1566 году из состава Подляшского воеводства было выделено новое Берестейское воеводство, в которое входил и Кобринский повет.
После третьего раздела Речи Посполитой Кобринщина вошла в состав Российской империи. В 1796 году была образована Слонимская губерния, в которую вошёл и Кобринский уезд. В следующем году Слонимская губерния была объединена с Виленской под названием Литовской губернии, но уже в 1801 году была восстановлена как Гродненская губерния. Площадь Кобринского уезда составляла 4645,3 вёрст² с населением в 1894 году в 159 209 человек.
В составе Гродненской губернии Кобринский уезд просуществовал до 1921 года, когда по Рижскому миру отошёл ко II Речи Посполитой. Уезд был реорганизован и в качестве повета вошёл в состав Полесского воеводства с центром в Бресте. Кобринский повет имел площадь 3545 км² с населением в 114 тыс. человек (по переписи 1931 года).
В результате вторжения Красной Армии на территорию II Речи Посполитой, начатого 17 сентября 1939 года, территория Кобринского повета вошла в состав БССР. 15 января 1940 года был образован Кобринский район в составе Брестской области БССР.
Во время Великой Отечественной войны, с июня 1941 до июля 1944 годов, район находился под немецкой оккупацией. По отношению к еврейскому населению района оккупационные власти проводили политику геноцида.
8 августа 1959 года району были переданы три сельсовета упразднённого Антопольского района, пять сельсоветов упразднённого Дивинского района и два сельсовета упразднённого Жабинковского района. 14 апреля 1960 года из Брестского района в Кобринский был передан Стриганецкий сельсовет.
25 декабря 1962 года в состав образованного Кобринского района переданы городской посёлок Жабинка, Кривлянский, Сакский, Степанковский и Яковчицкий сельские Советы Каменецкого района; Оссовский и Чернянский сельские Советы Малоритского района.
4 января 1965 года Жабинка и два сельсовета были переданы Брестскому району, 6 января один сельсовет был передан вновь образованному Малоритскому району. 30 июля 1966 года четыре сельсовета были переданы вновь образованному Жабинковскому району.
25 декабря 1967 года была проведена административная реформа, в результате которой район обрёл современные границы.
4 января 2002 года Кобринский район и город Кобрин объединены в одну административно-территориальную единицу — Кобринский район с административным центром город Кобрин.

## Геральдика
Герб и флаг учреждены Указом Президента Республики Беларусь 22 июля 2004 года № 340 и зарегистрированы в Государственном геральдическом регистре Республики Беларусь № Б-13 и Б-14. Одобрены решением Кобринского районного Совета депутатов от 4 декабря 2002 года № 119.

## География и климат

Карта района с указанием границ сельсоветов

Площадь района — 2039 км², что составляет 6,6 % от всей территории области. На сельхозугодья приходится 1114 км². Район граничит с Ковельским районом Волынской области Украины, а также с Берёзовским, Дрогичинским, Жабинковским, Каменецким, Малоритским и Пружанским районами Брестской области. Несколько населённых пунктов Дивинского и Повитьевского сельсоветов находятся в пограничной зоне, для которой действует особый режим посещения. Протяжённость с юга на север — 61 км, с запада на восток — 51 км.
В целом равнинная территория района отчётливо делится на северную и южную рельефные зоны. Северная часть расположена в Предполесской ландшафтной провинции, южная — Полесской. На северо-востоке района находится всхолмленная равнина, являющаяся наиболее повышенной частью территории. Наивысшей точкой является холм высотой 169 метров над уровнем моря в 2 км к северу от деревни Тевли, низшей — 138 метров — урез воды реки Мухавец на границе с Жабинковским районом.
По району протекает 18 больших и малых рек общей протяжённостью 298 км, самая крупная — Мухавец. Судоходным является также Днепровско-Бугский канал. Основным источником питания рек и каналов являются атмосферные осадки. На всех реках установлены водоохранные зоны и прибрежные полосы. Крупнейшие озера района — Любань площадью 183 га и Свинорейка площадью 47 га. В районе находится 315 артезианских скважин. Для двухстороннего регулирования водного режима на мелиоративных объектах расположено 3 водохранилища. Канал Бона, названный в честь королевы Боны, строительство которого началось в 1540 году, является старейшим известным мелиорационным объектом в Республике.
Территория района относится к Центральной — умеренно тёплой и умеренно влажной — климатической зоне Республики, здесь господствуют западные ветры. Теплый период длится 256 дней, холодный — 109—110 дней. Теплее всего в июле, холоднее в январе. Среднемесячная температура воздуха в июле находится в пределах +18—19 °С, в январе — 3,5—5 °С. В среднем ежегодно в районе выпадает 541 мм осадков, основное их количество приходится на тёплый период.

### Полезные ископаемые
Район богат некоторыми полезными ископаемыми, в частности глиной, суглинками, строительными песками, сапропелью, торфом, янтарём и фосфоритами, однако на текущий момент их разработка не ведётся. Крупнейшее месторождение глины — Подземенское, общие разведанные запасы которого составляют 45,5 миллионов м3. Запасы Великолесского месторождения агрохимического сырья (сапропелей) оцениваются в 108,8 миллионов м3. Частично на территории района находится крупнейшее месторождение торфа — Кобринско-Пружанско-Ганцевичское, заторфированность территории которого составляет 23 %.

## Экология
Зелёная зона Кобринского района составляет 4954 га. Среди древесных пород наиболее распространены сосна, берёза, ель и ольха, реже встречаются дубы, грабы, ивы, ясени и вязы. В районе также произрастает гинкго двулопастный — редкое растение, получившее статус особо охраняемого памятника природы.
Болота района низинные. Среди болотной растительности доминируют осока, мхи и кустарники. Из занесённых в Красную книгу Республики Беларусь растений на территории района произрастают: венерин башмачок, зубянка клубненосная, кадило сарматское, касатик сибирский, кокушник длиннорогий, кувшинка белая, мытник скипетровидный, плющ обыкновенный, тайник яйцевидный.
В районе действуют республиканский ландшафтный заказник «Званец» площадью 1508 га, представляющий собой часть крупнейшего нетронутого низинного болота в Европе, а также биологический заказник местного значения «Дивин — Великий лес» площадью 3000 га. Памятники природы республиканского значения в районе представлены парком культуры и отдыха имени Суворова в Кобрине и Суворовским дубом в Дивине.

## Административное устройство

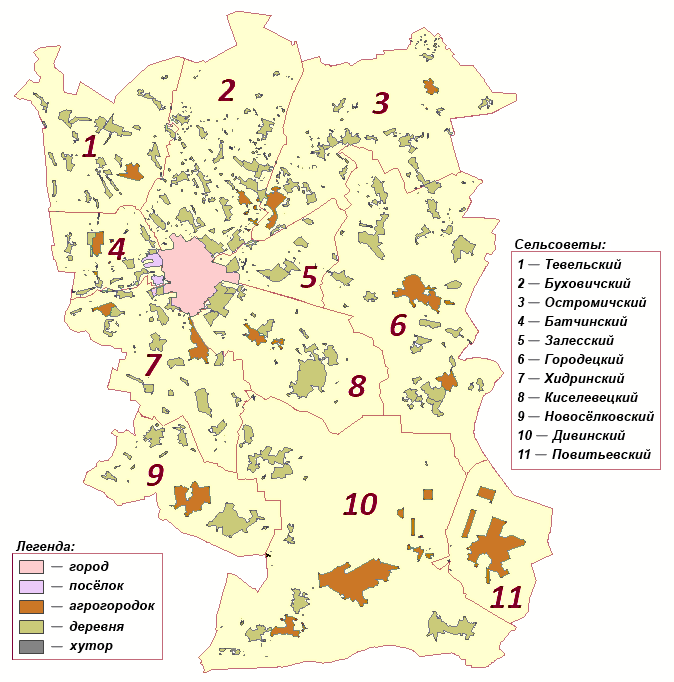
Населённые пункты района по типам и границы сельсоветов

В районе насчитывается 162 населённых пункта, из них один городской (город Кобрин, административный центр района) и 161 сельский населённый пункт в составе 11 сельсоветов:
- Батчинский сельсовет
- Буховичский сельсовет
- Городецкий сельсовет
- Дивинский сельсовет
- Залесский сельсовет
- Киселевецкий сельсовет
- Новосёлковский сельсовет
- Остромичский сельсовет
- Повитьевский сельсовет
- Тевельский сельсовет
- Хидринский сельсовет

Упразднённые сельсоветы
- Онисковичский
- Осовский

Полный перечень населённых пунктов района представлен в отдельном списке.

## Население
Численность населения — 81 116 человек (на 1 января 2025 года), в том числе городское — 52 432 человек (Кобрин — 52 432 человек), сельское — 28 684 человек.
На 1 января 2024 года численность населения составляет 81 672 человек, из них городское — 52 635 человек (Кобрин — 52 635 человек), сельское — 29 037 человек.
По данным 1 января 2023 года население района составило 82 198 человек, из них 52 670 человек проживают в Кобрине, остальные 29 528 — в сельской местности.
По данным переписи 2009 года, население района составляет 88 037 человек, из них 51 166 человек проживают в Кобрине, а остальные 36 871 — в сельской местности.
Согласно предварительным данным на январь 2012 года, численность населения района снизилась до 86 601 человек, из которых 37 207 человек занято в экономике. В районе проживают представители более 50 национальностей и народностей, действуют 52 религиозные общины восьми религиозных конфессий.
В ходе переписи 2009 года около 88 % жителей района назвали себя белорусами, около 6 % — русскими и 4,5 % — украинцами. В качестве родного языка чуть больше половины опрошенных назвали русский язык, около 43 % — белорусский. По этим же данным, дома на русском языке разговаривает около 79 % жителей района, на белорусском — около 16 %.
Коэффициент рождаемости в 2010 году составил 12,3 на 1000 человек, смертности — 14,8. В 2017 году в районе было заключено 566 браков (6,6 на 1000 человек) и 262 развода (3,1). Уровень зарегистрированной безработицы на конец того же года составил 1,3 % от экономически активного населения; в среднем на каждого жителя приходится по 28 м² общей площади жилья (в 2000 году — 22,1 м², в 2005 — 25,4 28 м²). Номинальная начисленная среднемесячная заработная плата на этот же период составила 987,1 тысяч белорусских рублей (за январь 2012 — 2214 тысяч).
| Численность населения (по годам) | Численность населения (по годам) | Численность населения (по годам) | Численность населения (по годам) | Численность населения (по годам) | Численность населения (по годам) | Численность населения (по годам) | Численность населения (по годам) | Численность населения (по годам) | Численность населения (по годам) | Численность населения (по годам) |
| 1996                             | 2001                             | 2002                             | 2003                             | 2004                             | 2005                             | 2006                             | 2007                             | 2008                             | 2009                             | 2010                             |
| -------------------------------- | -------------------------------- | -------------------------------- | -------------------------------- | -------------------------------- | -------------------------------- | -------------------------------- | -------------------------------- | -------------------------------- | -------------------------------- | -------------------------------- |
| 92 300                           | ▼91 694                          | ▼91 547                          | ▼91 134                          | ▼90 414                          | ▼89 919                          | ▼89 410                          | ▼88 831                          | ▼88 819                          | ▲88 938                          | ▼88 015                          |
| 2011                             | 2012                             | 2013                             | 2014                             | 2015                             | 2016                             | 2017                             | 2018                             | 2019                             | 2020                             | 2021                             |
| ▼87 365                          | ▼86 934                          | ▼86 614                          | ▼86 481                          | ▼86 280                          | ▼85 829                          | ▼85 618                          | ▼85 290                          | ▼84 817                          | ▼84 434                          | ▼83 884                          |
| 2022                             | 2023                             | 2024                             | 2025                             | 2026                             |                                  |                                  |                                  |                                  |                                  |                                  |
|                                  | ▼82 198                          | ▼81 672                          | ▼81 116                          |                                  |                                  |                                  |                                  |                                  |                                  |                                  |

| Национальный состав по переписи 2019 года                           | Национальный состав по переписи 2019 года | Национальный состав по переписи 2019 года | Национальный состав по переписи 2019 года | Национальный состав по переписи 2019 года | Национальный состав по переписи 2019 года | Национальный состав по переписи 2019 года | Национальный состав по переписи 2019 года | Национальный состав по переписи 2019 года | Национальный состав по переписи 2019 года | Национальный состав по переписи 2019 года | Национальный состав по переписи 2019 года | Национальный состав по переписи 2019 года |
| Всего (2019)                                                        | белорусы                                  | белорусы                                  | русские                                   | русские                                   | украинцы                                  | украинцы                                  | поляки                                    | поляки                                    | армяне                                    | армяне                                    | цыгане                                    | цыгане                                    |
| ------------------------------------------------------------------- | ----------------------------------------- | ----------------------------------------- | ----------------------------------------- | ----------------------------------------- | ----------------------------------------- | ----------------------------------------- | ----------------------------------------- | ----------------------------------------- | ----------------------------------------- | ----------------------------------------- | ----------------------------------------- | ----------------------------------------- |
| 84 484                                                              | 72 164                                    | 85,42 %                                   | 5718                                      | 6,77 %                                    | 3186                                      | 3,77 %                                    | 468                                       | 0,55 %                                    | 87                                        | 0,1 %                                     | 78                                        | 0,09 %                                    |
| 84 484                                                              | немцы                                     | немцы                                     | татары                                    | татары                                    | азербайджанцы                             | азербайджанцы                             | молдаване                                 | молдаване                                 | евреи                                     | евреи                                     | литовцы                                   | литовцы                                   |
| 84 484                                                              | 64                                        | 0,08 %                                    | 60                                        | 0,07 %                                    | 35                                        | 0,04 %                                    | 27                                        | 0,03 %                                    | 27                                        | 0,03 %                                    | 22                                        | 0,03 %                                    |
|                                                                     |                                           |                                           |                                           |                                           |                                           |                                           |                                           |                                           |                                           |                                           |                                           |                                           |
| Национальный состав по переписи 2009 года                           |                                           |                                           |                                           |                                           |                                           |                                           |                                           |                                           |                                           |                                           |                                           |                                           |
| Всего (2009)                                                        | белорусы                                  | белорусы                                  | русские                                   | русские                                   | украинцы                                  | украинцы                                  | поляки                                    | поляки                                    | армяне                                    | армяне                                    | цыгане                                    | цыгане                                    |
| 88 037                                                              | 77 345                                    | 87,86 %                                   | 5364                                      | 6,09 %                                    | 3962                                      | 4,5 %                                     | 525                                       | 0,6 %                                     | 91                                        | 0,1 %                                     | 91                                        | 0,1 %                                     |
| 88 037                                                              | татары                                    | татары                                    | греки                                     | греки                                     | немцы                                     | немцы                                     | азербайджанцы                             | азербайджанцы                             | молдаване                                 | молдаване                                 | литовцы                                   | литовцы                                   |
| 88 037                                                              | 73                                        | 0,08 %                                    | 59                                        | 0,07 %                                    | 50                                        | 0,06 %                                    | 35                                        | 0,04 %                                    | 32                                        | 0,04 %                                    | 17                                        | 0,02 %                                    |
|                                                                     |                                           |                                           |                                           |                                           |                                           |                                           |                                           |                                           |                                           |                                           |                                           |                                           |
| Национальный состав по переписи 1959 года (в границах того времени) |                                           |                                           |                                           |                                           |                                           |                                           |                                           |                                           |                                           |                                           |                                           |                                           |
| Всего (1959)                                                        | белорусы                                  | белорусы                                  | русские                                   | русские                                   | украинцы                                  | украинцы                                  | поляки                                    | поляки                                    | евреи                                     | евреи                                     |                                           |                                           |
| 73 748                                                              | 64 703                                    | 87,74 %                                   | 4766                                      | 6,46 %                                    | 2868                                      | 3,89 %                                    | 1121                                      | 1,5 %                                     | 113                                       | 0,15 %                                    |                                           |                                           |

| Коэффициенты рождаемости и смертности:                                                          |
| Графики недоступны из-за технических проблем. См. информацию на Фабрикаторе и на mediawiki.org. |
| Коэффициенты браков и разводов                                                                  |
| Графики недоступны из-за технических проблем. См. информацию на Фабрикаторе и на mediawiki.org. |

## Экономика
Выручка от реализации продукции, товаров, работ, услуг за 2020 год составила 1223,6 млн рублей (около 490 млн долларов), в том числе 191,6 млн рублей пришлось на сельское, лесное и рыбное хозяйство, 717 млн на промышленность, 78 млн на строительство, 187,1 млн на торговлю и ремонт, 49,9 млн на прочие виды экономической деятельности.
По данным на апрель 2018 года в районе функционирует 18 промышленных предприятий. Среди отраслей промышленности наиболее развиты пищевая (ОАО «Кобринский маслодельно-сыродельный завод», ОАО «Кобринский мясокомбинат», ОАО «Кобринский консервный завод», Кобринский хлебозавод (филиал ОАО «Берестейский пекарь»), РУСПП «Кобринская птицефабрика»), лёгкая (филиал ОАО «Моготекс», прядильно-ткацкая фабрика „Ручайка“), химическая (СООО «ПП Полесье», белорусско-германское совместное предприятие «Колор»), металлообрабатывающая и машиностроительная (РУПП «Кобринский инструментальный завод „Ситомо“», ОАО «САЛЕО-Кобрин», «Кобринагромаш»). В регионе работает около 50-ти предприятий с иностранным капиталом, многие товары промышленных предприятий поставляются на экспорт.
В состав агропромышленного комплекса района входят 12 сельскохозяйственных производственных кооперативов, 9 открытых акционерных обществ, КСУП «Племенной завод «Дружба», филиал «Ореховское» государственного предприятия «Брествторчермет», ИООО «БиссолоГабриэлеФарм», государственное сортоиспытательное учреждение, 36 фермерских хозяйств. В деревне Козище действует страусиная ферма «ПМ и Компания».
В 2020 году сельскохозяйственные организации района собрали 108,7 тыс. тонн зерновых и зернобобовых культур при урожайности 35,6 ц/га, 267 тонн льноволокна при урожайности 13,6 ц/га, 79,9 тыс. тонн сахарной свёклы при урожайности 491 ц/га. Под зерновые культуры в 2020 году было засеяно 31,1 тыс. га пахотных площадей, под лён — 0,2 тыс. га, под сахарную свёклу — 1,7 тыс. га, под кормовые культуры — 34,1 тыс. га. На 1 января 2021 года в сельскохозяйственных организациях района содержалось 61,4 тыс. голов крупного рогатого скота, в том числе 21,5 тыс. коров, 15,2 тыс. свиней, 480,4 тыс. голов птицы. В 2020 году сельскохозяйственные организации района реализовали 8,1 тыс. тонн мяса скота и птицы и произвели 130,9 тыс. тонн молока.
В сфере торговли насчитывается 561 магазин, 341 из них работают по методу самообслуживания.

## Транспортная система
Через район проходят нефтепровод «Дружба», 3 нити газопровода, две линии Белорусской железной дороги — с запада на восток (ветка Жабинка — Гомель, станции Кобрин и Городец) и с запада на северо-восток (ветка Брест — Москва, станция Тевли).
Через район пролегают автомобильные дороги Минского, Пинского, Ковельского, Гродненского и Брестского направлений. По Днепровско-Бугскому каналу осуществляется судоходство.
| Автодороги, проходящие через Кобринский район                                    | Обозначения |
| -------------------------------------------------------------------------------- | ----------- |
| Брест (Козловичи) — Кобрин — Барановичи — Минск — Орша — граница России (Редьки) | М1 E 30     |
| Кобрин — Пинск — Гомель — граница России (Селище)                                | М10         |
| Кобрин — граница Украины (Мокраны)                                               | М12 E 85    |
| Кобрин — Ивацевичи — Столбцы                                                     | Р2 E 85     |
| Кобрин — Каменец — Высокое                                                       | Р102        |
| Кобрин — Жабинка                                                                 | Р104        |
| Кобрин — граница Украины (Дивин)                                                 | Р127        |

## Образование и здравоохранение
В системе образования Кобринского района действует 80 учреждений. К учебным заведениям, обеспечивающим среднее образование, относятся Кобринский государственный политехнический колледж (ранее — профессионально-технический колледж строителей и профессиональный лицей сферы обслуживания в Кобрине). В 2020 году в районе насчитывалось 35 учреждений дошкольного образования, которые обслуживали 3634 ребёнка. В 37 учреждениях общего среднего образования в 2020/2021 учебном году обучались 11 221 ребёнок, учебный процесс обеспечивал 1291 учитель.
Среди медицинских учреждений в районе действуют центральная районная больница, 3 участковые больницы, 1 больница сестринского ухода, 10 амбулаторий, 25 фельдшерско-акушерских пунктов, станция скорой медицинской помощи, 8 аптек, медико-социальное учреждение «Кобринский психоневрологический интернат».

## Культура и спорт

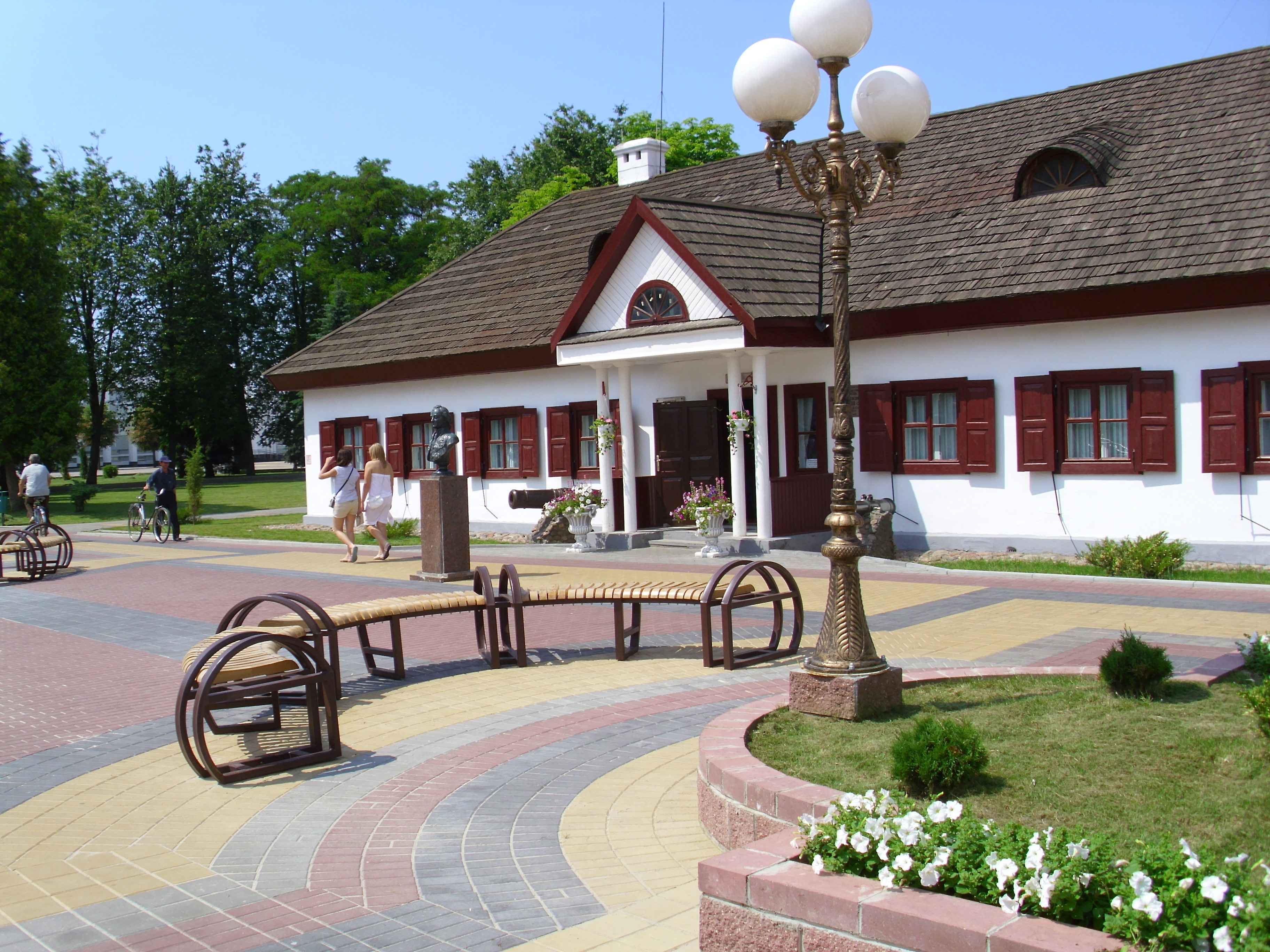
Кобринский военно-исторический музей имени А. В. Суворова

В структуре отдела культуры Кобринского райисполкома находится 92 объекта культуры. Из них 37 учреждений клубного типа, пять школ искусств с восемью филиалами, Дворец культуры в Кобрине, Кобринский военно-исторический музей имени А. В. Суворова, Парк имени Суворова, Кобринская районная киновидеосеть и 47 библиотек.
В районе действует более 390 спортивных сооружений. Специализированная детско-юношеская школа олимпийского резерва, детско-юношеская школа по зимним видам спорта в Кобрине, спортивно-оздоровительный комплекс в деревне Хидры, стадион «Юность», один манеж, 25 стрелковых тиров, 59 спортивных залов, девять плавательных бассейнов, 225 спортивных площадок, 26 футбольных полей, районное физкультурно-оздоровительное учреждение «Атлант», 17 клубов по спортивным интересам, а также теннисный корт в деревне Леликово. В районе достраивается гребная база с гребным каналом, в Кобрине функционируют ледовая арена, аквапарк и лыжероллерная трасса.

## Достопримечательности
В Государственный список историко-культурных ценностей Республики Беларусь внесены 45 историко-культурных недвижимых ценностей в пределах района. Среди них: 15 памятников археологии, 26 памятников архитектуры, три памятника истории, Парк имени Суворова.
Среди памятников, находящихся на местном учёте, насчитывается:
- 12 памятников археологии
- 9 старинных захоронений и валунов
- 35 памятников культового строительства
- 9 усадеб
- 3 памятника истории и 1 мемориальная доска, посвящённые войне 1812 года
- 9 памятников истории времён Первой мировой и советско-польской войн (6 воинских кладбищ Первой мировой войны)
- 5 памятников истории времен Кобринщины в состав II Речи Посполитой
- 93 памятника Великой Отечественной войны
- 14 памятников землякам и государственным деятелям. Возле деревни Ляхчицы в урочище Княжая Гора находится могила, в которой по преданию похоронена княгиня Ольга

### Список

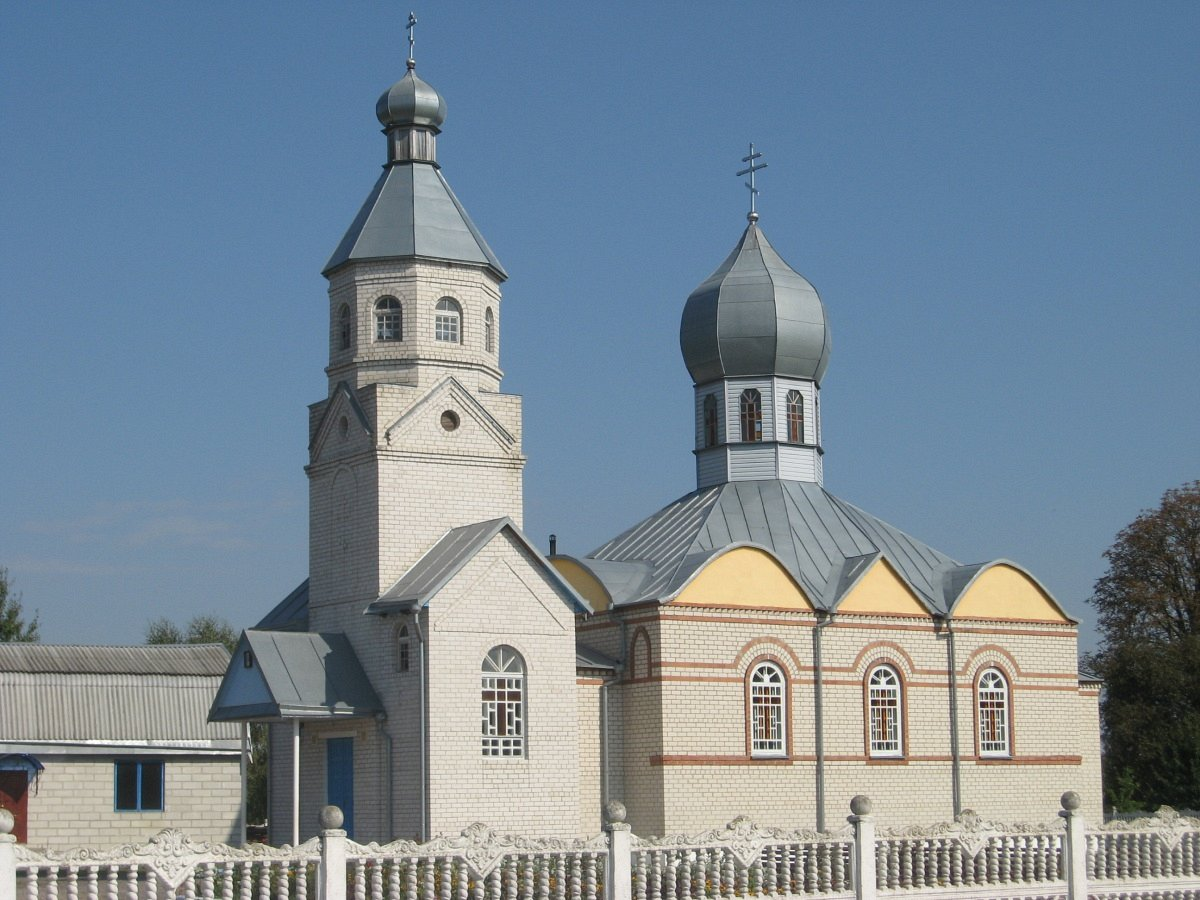
Церковь Иоанна Предтечи в Черевачицы

- Церковь Иоанна Предтечи в ЧеревачицыЦерковь Преподобной Параскевы Сербской (1882) в деревне Болота
- Покровская церковь (1937) в деревне Октябрь
- Свято-Михайловская церковь (2000) в деревне Бородичи
- Крестовоздвиженская православная церковь (1864) в деревне Берёза
- Покровская церковь (1674) в агрогородке Буховичи
- Свято-Покровская церковь (1899) в деревне Хабовичи
- Дуб Суворовский — ботанический памятник природы в агрогородке Дивин
- Церковь Святой Параскевы Пятницы (1728—1740) в агрогородке Дивин
- Церковь Рождества Пресвятой Богородицы (1902) в агрогородке Дивин
- Свято-Вознесенская церковь (1799) в агрогородке Городец
- Ветряная мельница в деревне Гирск
- Усадьба Радевичей (1825) в деревне Грушево
- Деревянная православная церковь Святого Михаила Архангела (1784—1878) в деревне Ерёмичи
- Усадебный дом Сулковских (XIX век) в деревне Камень
- Церковь Святой Троицы в деревне Козище
- Колокольня костёла Святых Петра и Павла в деревне Киватичи
- Церковь Святого Дмитрия Солунского XVIII века в деревне Леликово
- Свято-Михайловская церковь в агрогородке Новосёлки
- Церковь Рождества Богородицы в агрогородке Повитье
- «Каменное ложе» — камень, который по своей форме напоминает кровать в агрогородке Пески
- Залежи янтаря около деревни Ольховка
- Свято-Успенская церковь (1872) в деревне Тевли
- Церковь Святого Дмитрия (XIX век) в деревне Тевли
- Церковь Святого Николая (1882—1888) в деревне Верхолесье
- Церковь Иоанна Предтечи (1995) в деревне Черевачицы
- Свято-Иоанно-Предтеченская церковь в агрогородке Хидры

### Памятник природы, заказник
- «Званец» — республиканский ландшафтный заказник
- «Дивин — Великий лес» — биологический заказник местного значения
- Парк культуры и отдыха имени Суворова в Кобрине — памятник природы республиканского значения
- Суворовский дуб в Дивине — памятник природы республиканского значения
- «Грушевский парк с дубом «Девайтис» — ботанический памятник природы местного значения
- «Ель» — заказник местного значения

## Галерея

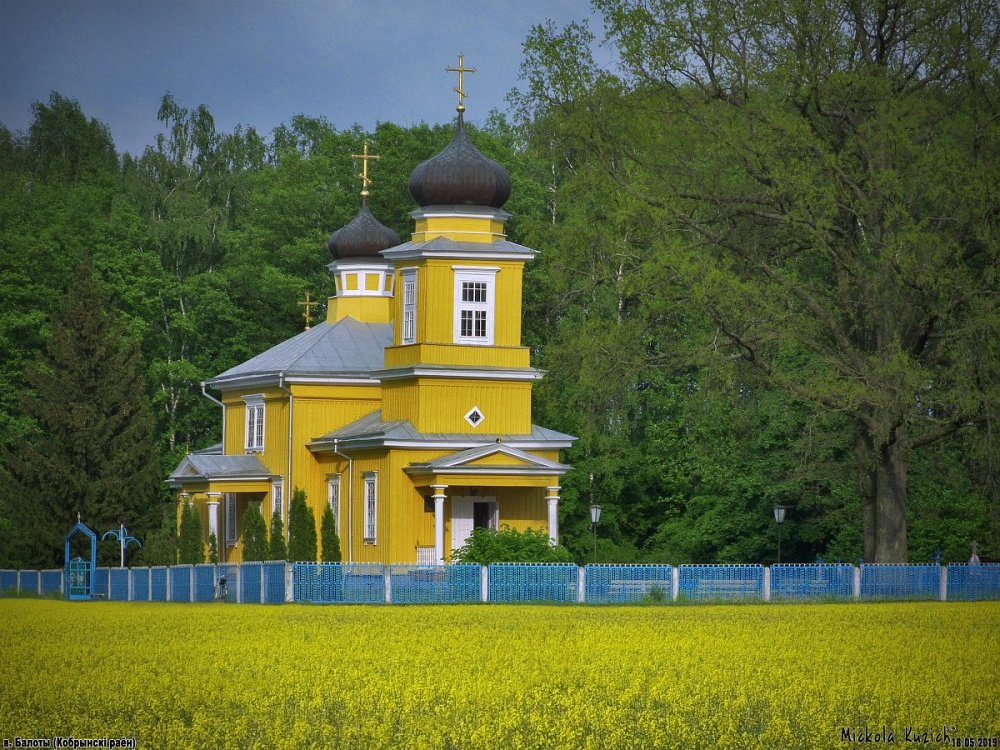
Церковь Преподобной Параскевы Сербской в Болота
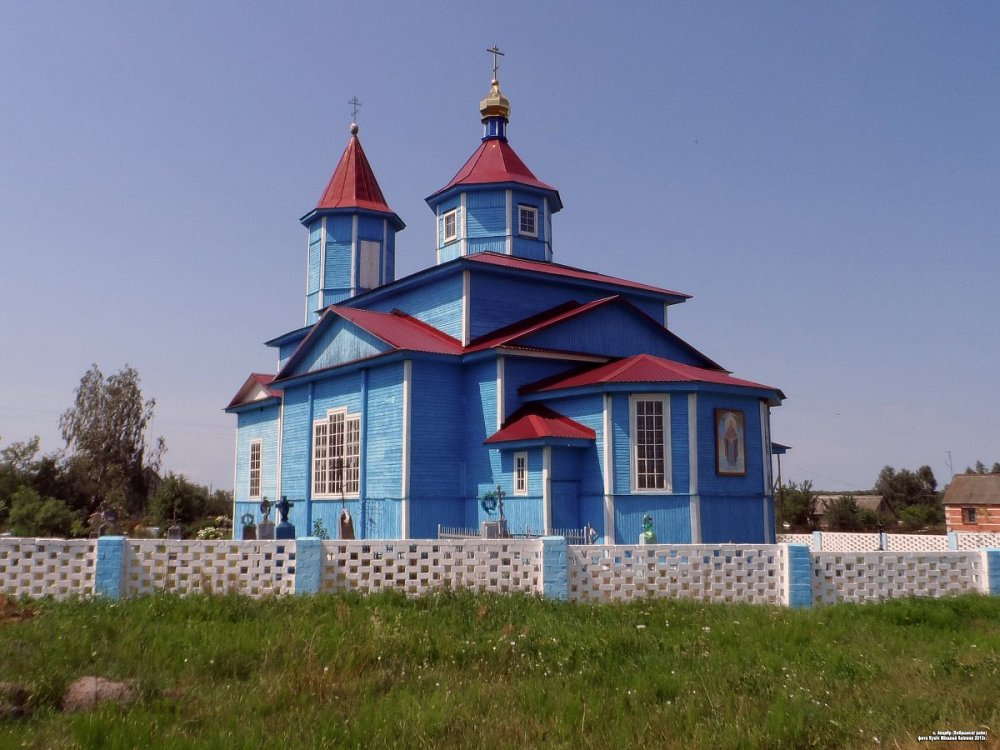
Покровская церковь в Октябрь
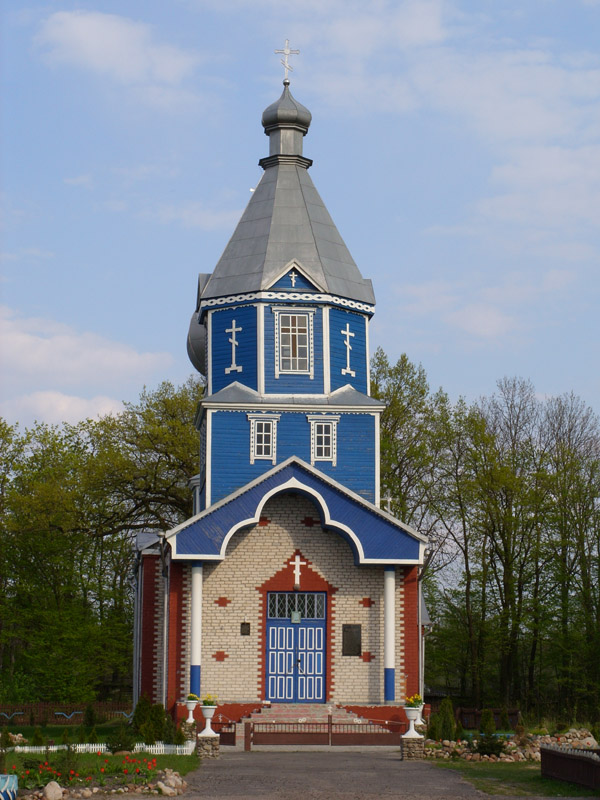
Свято-Михайловская церковь в Бородичи
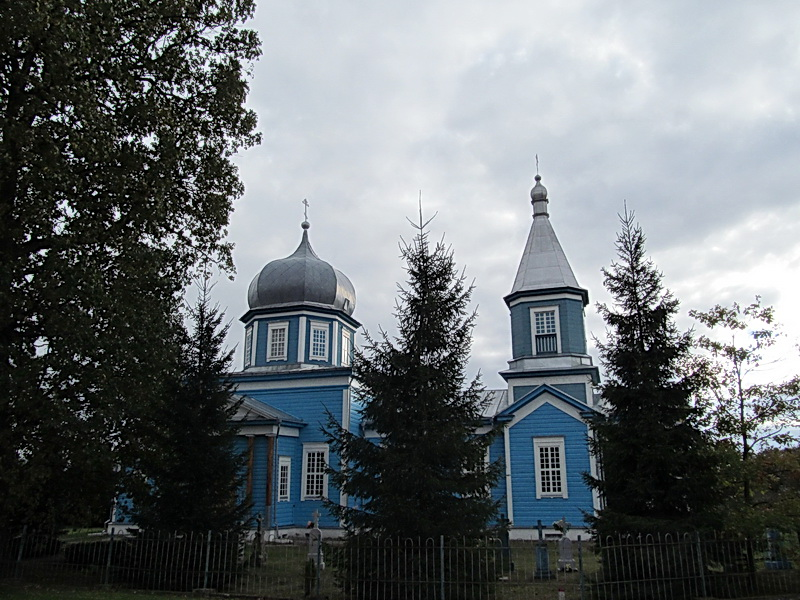
Крестовоздвиженская православная церковь в Берёза
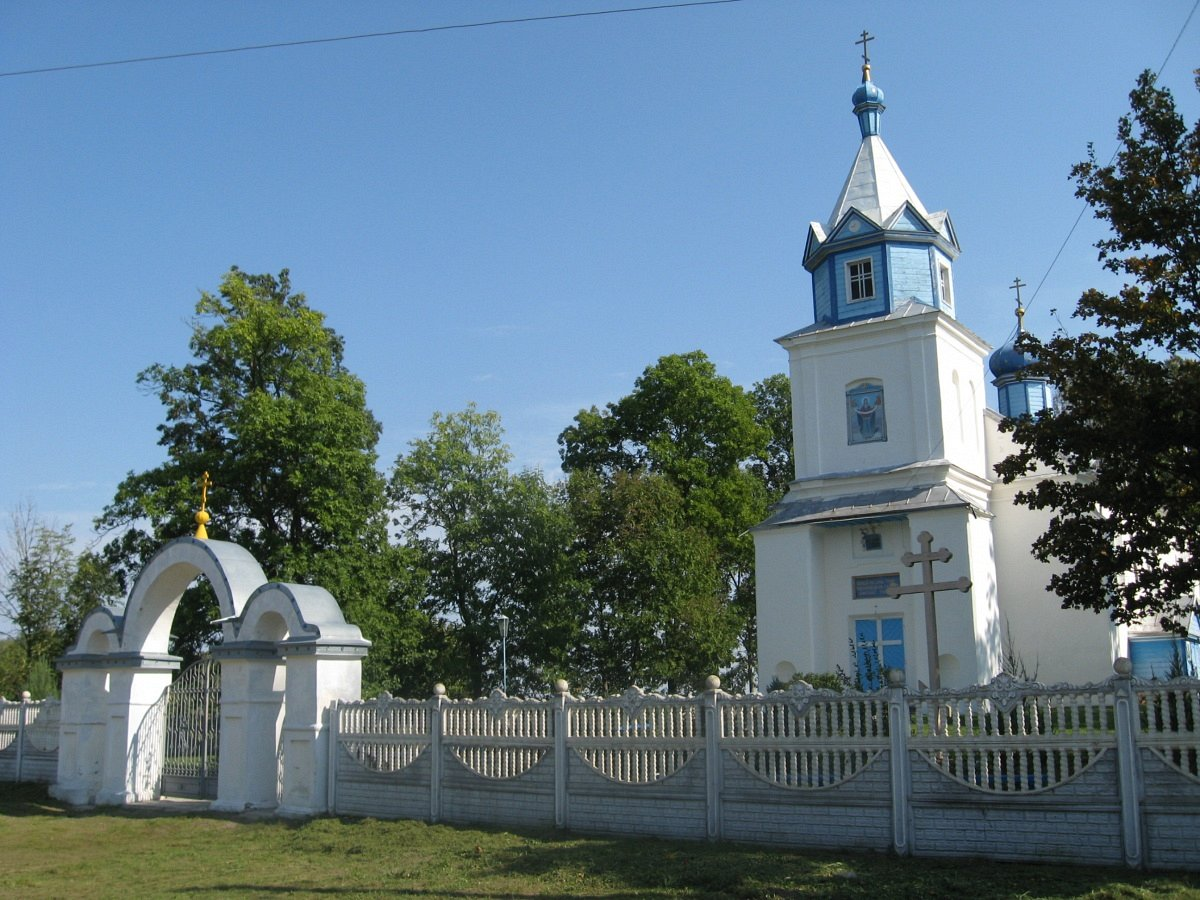
Покровская церковь в Буховичи
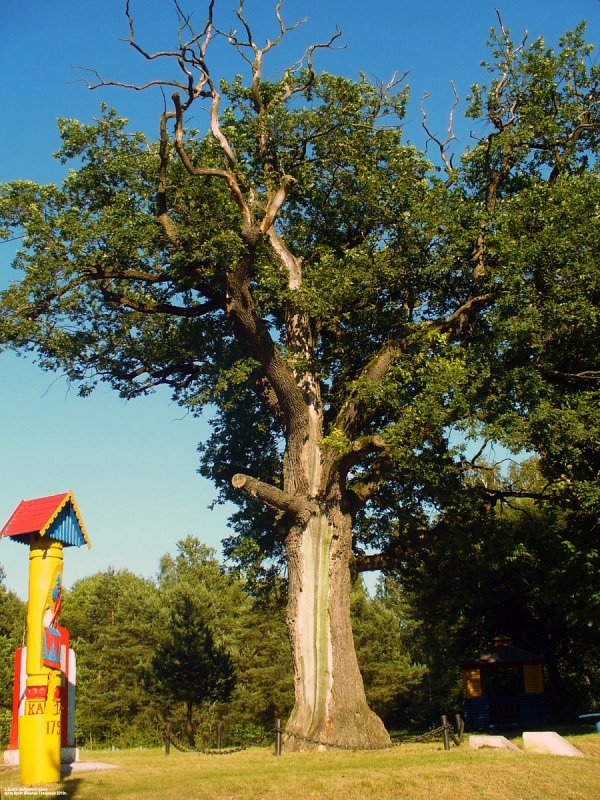
Дуб Суворовский в Дивин
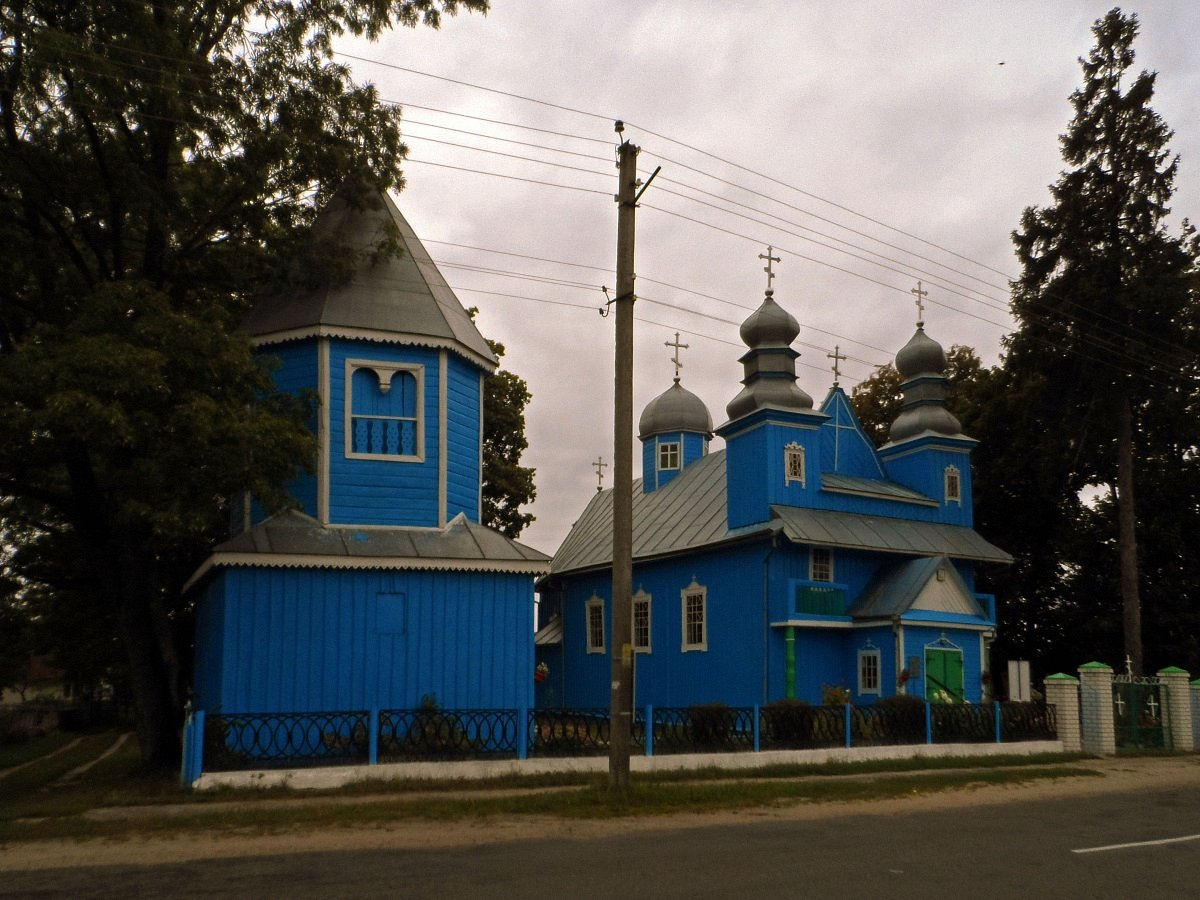
Церковь Св. Параскевы Пятницы в Дивин
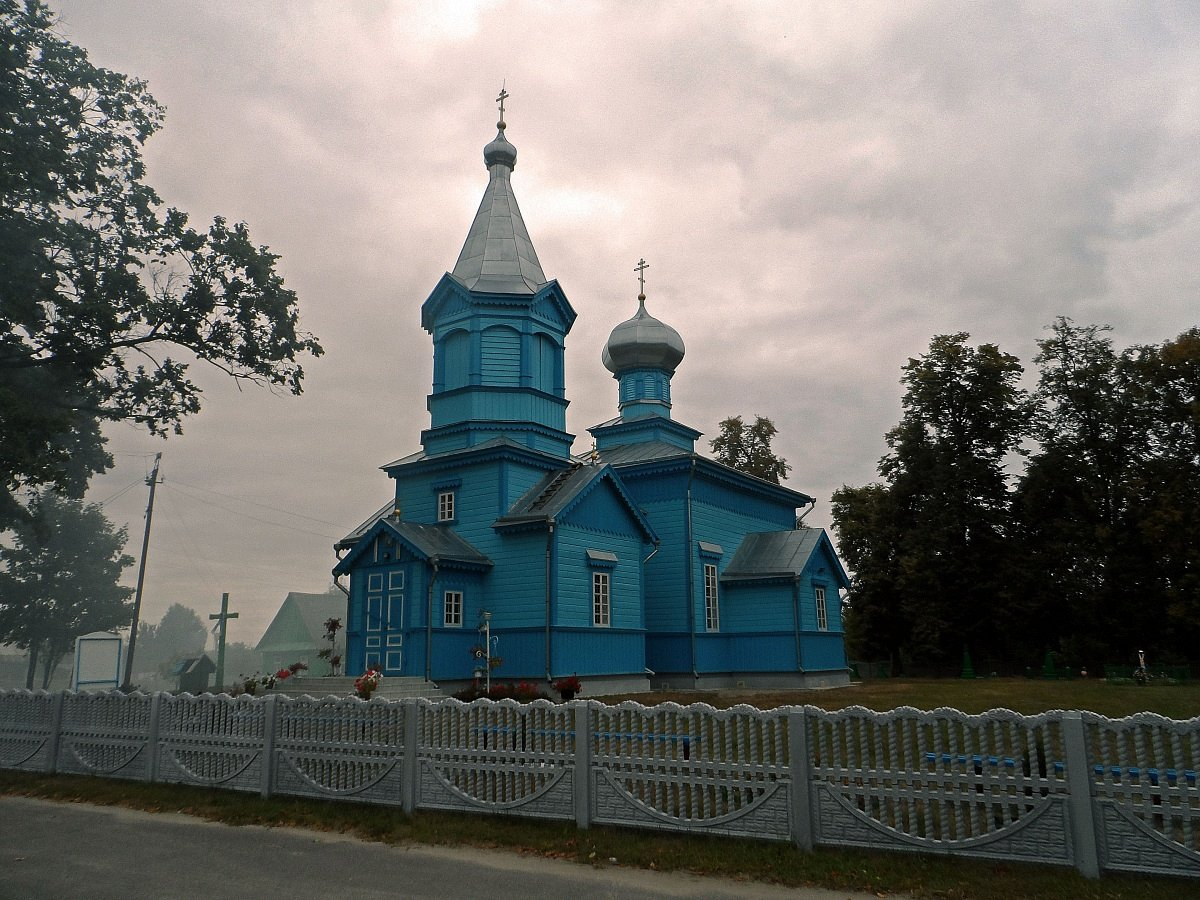
Церковь Рождества Пресвятой Богородицы в Дивин
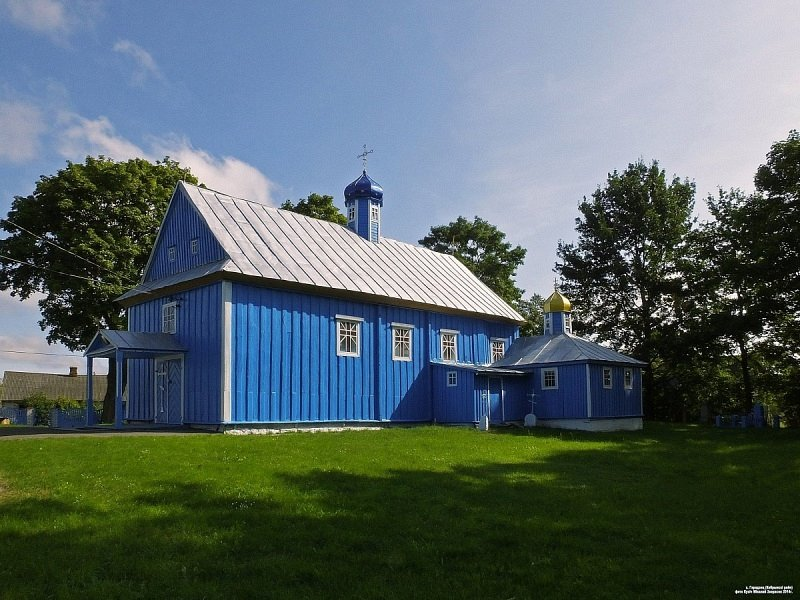
Свято-Вознесенская церковь в Городец
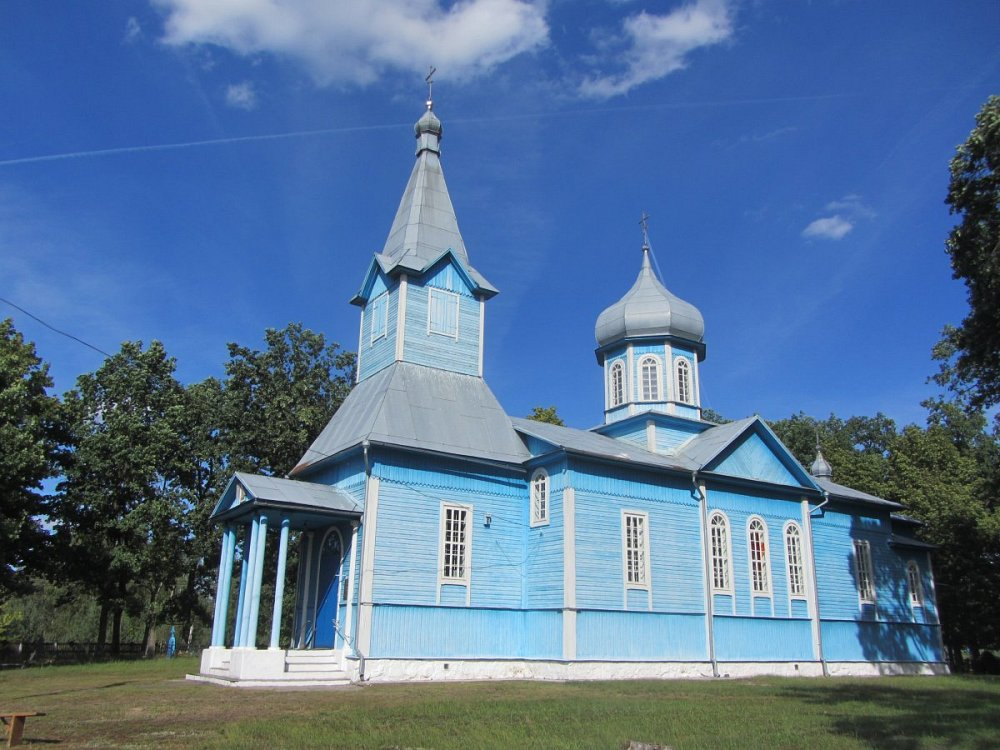
Церковь Святой Троицы в Козище
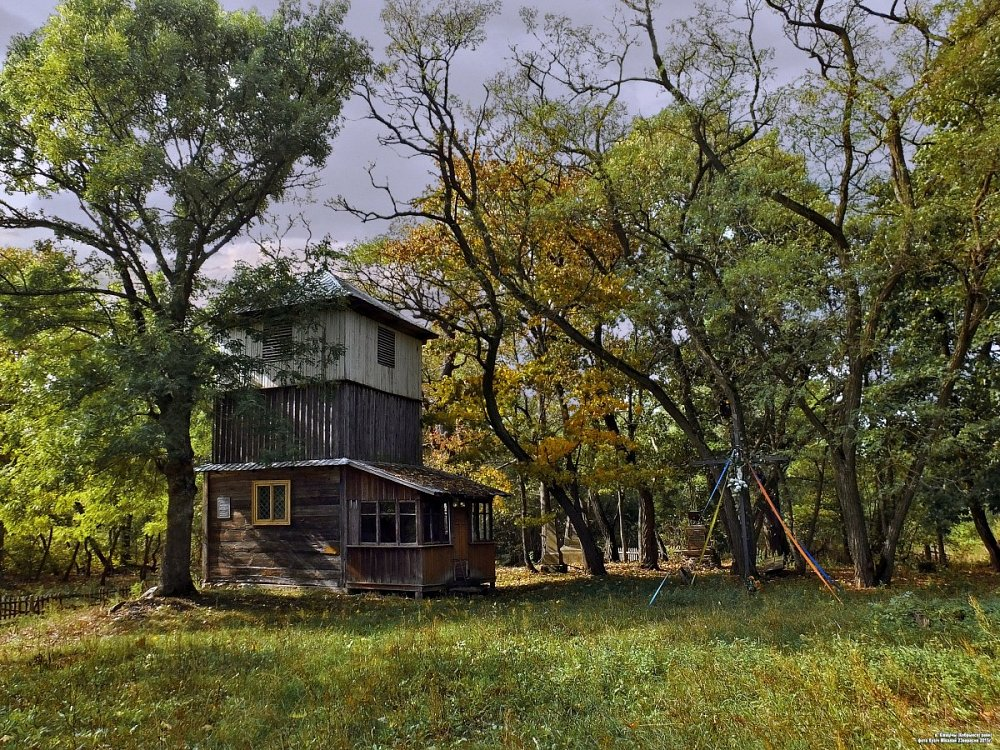
Колокольня костёла Св. Петра и Павла в Киватичи
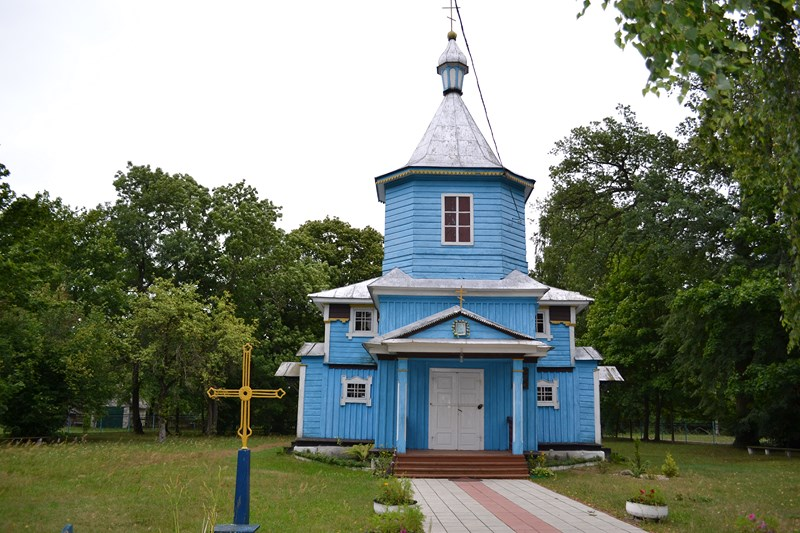
Свято-Михайловская церковь в Новосёлки
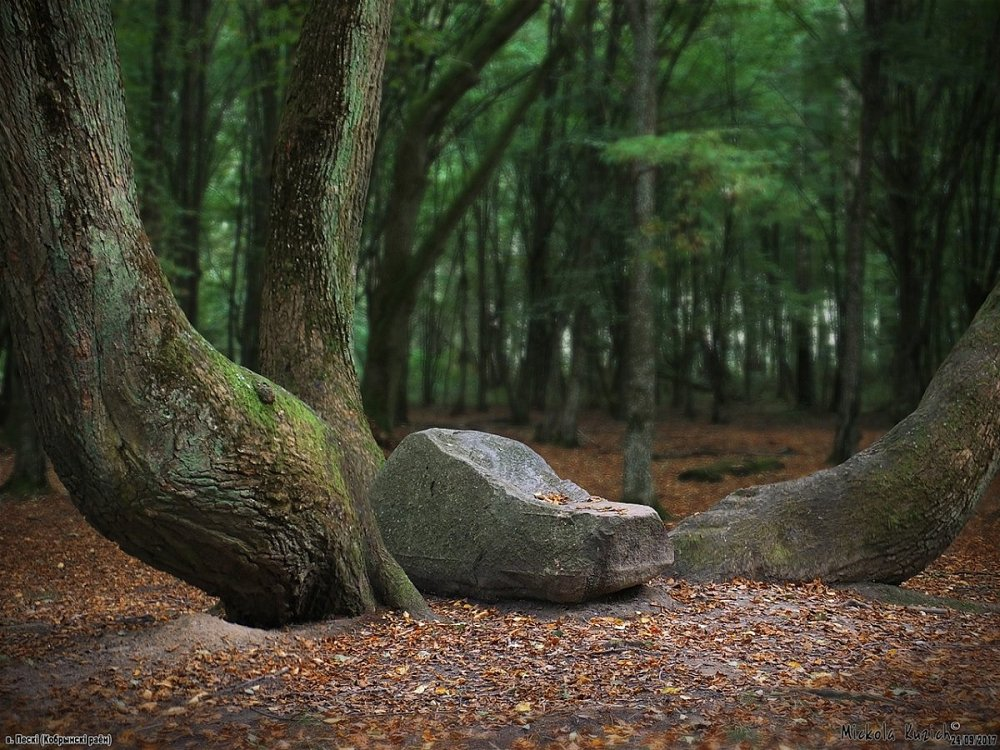
Каменное ложе в Пески
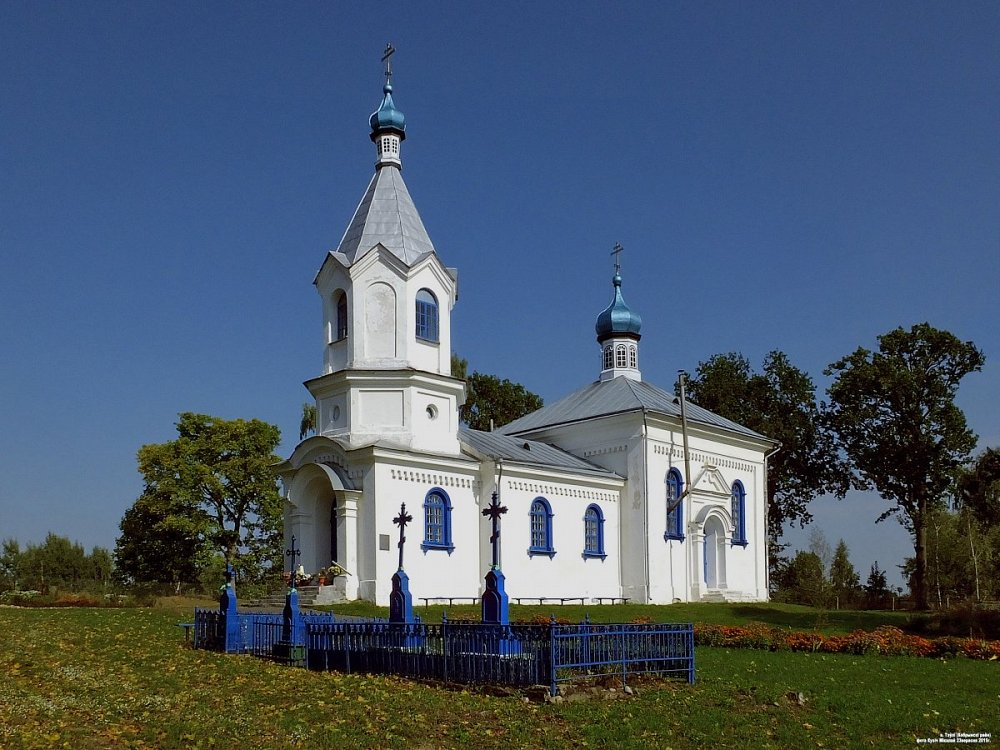
Свято-Успенская церковь в Тевли
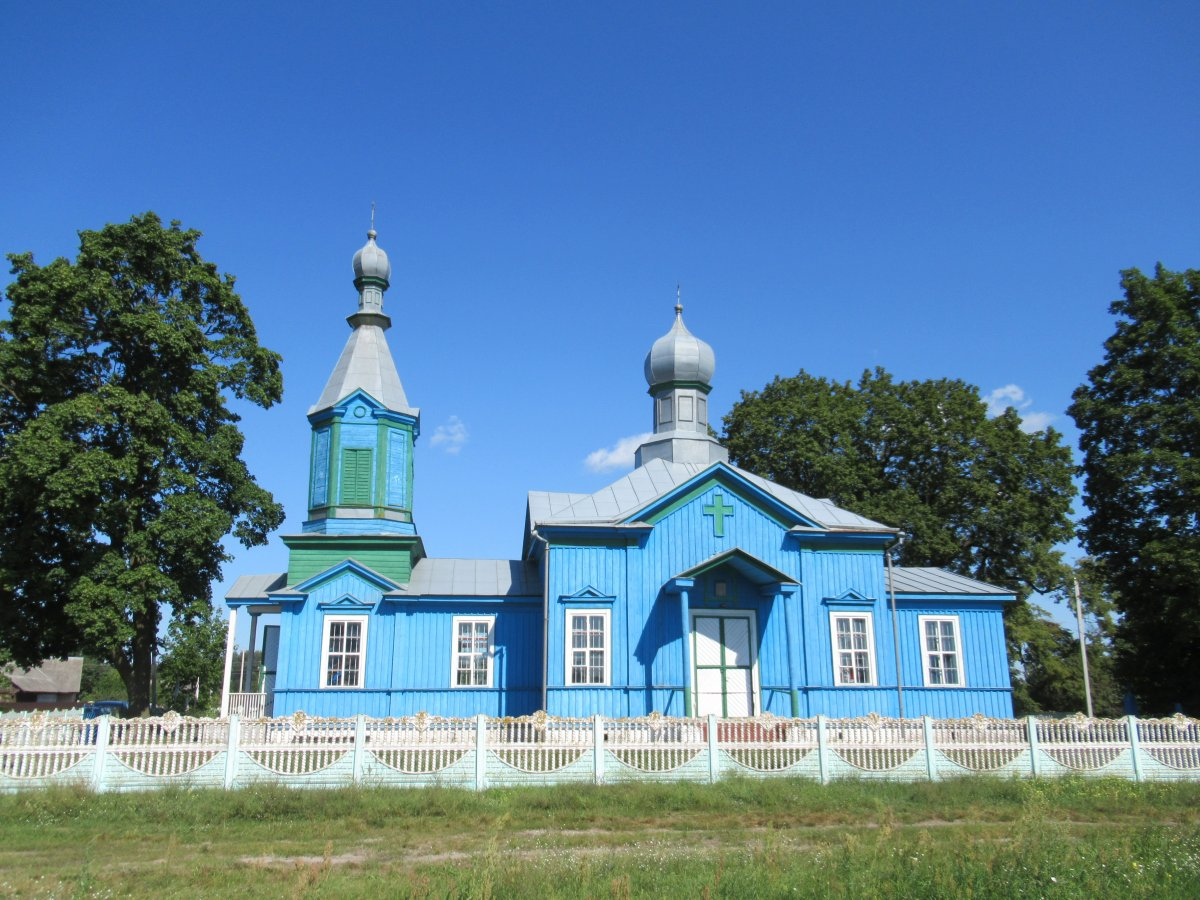
Церковь Святого Николая в Верхолесье